# Ophiactis delagoa
Ophiactis delagoa är en ormstjärneart som beskrevs av J.B. Balinsky 1957. Ophiactis delagoa ingår i släktet Ophiactis och familjen bandormstjärnor. Inga underarter finns listade i Catalogue of Life.